# Stefan Lindemann (Komponist)
Stefan Lindemann (* 10. April 1969 in Bremen) ist ein deutscher Komponist. Er lebt und arbeitet als freischaffender Komponist und Musiker in der Nähe von Bremen.

## Leben
Lindemann studierte Komposition an der Hochschule für Künste Bremen bei Luciano Ortis, Norbert Fröhlich, David Kosviner und Younghi Pagh-Paan. Es folgte ein Aufbaustudium in Bereich Musikerziehung an der HfK Bremen mit dem Hauptfach Klavier bei Stephan Seebass, das er als Diplom-Musikpädagoge abschloss.
Lindemann nahm am 11. Internationalen Meisterkurs für Komposition des BCNM Berlin teil. Im Zusammenhang damit hatte er Unterricht bei Hans-Jürgen von Bose, Theo Brandmüller, Paul-Heinz Dittrich, Hans-Ulrich Engelmann, Konstantia Gourzi, Klaus Hashagen, Werner Heider, Klaus Huber, Horst Lohse, Krzysztof Meyer, Martin Christoph Redel und Manfred Trojahn sowie Pädagogikkurse bei Peter Heilbut und Uli Molsen.
Von 1999 bis 2007 war Lindemann Lehrbeauftragter für Musiktheorie und Gehörbildung an der HfK Bremen. Im Sommersemester 2005 war er Lehrbeauftragter für Berufskunde an der Hochschule für Musik Detmold. Seit 1999 leitet er außerdem bundesweit Seminare zur Existenzgründung freiberuflicher Musikpädagogen, u. a. an der Landesmusikakademie Berlin. 2002 erschien sein Buch Marketing und Management für Musikpädagogen im Gustav Bosse Verlag.
Seit 2007 konzertiert er mit Constantin Dorsch, Violine, und Friederike Maeß, Violoncello, im Trio Visurgis; 2011/12 mit Andreas Steiger im Klavierduo. Seit 2015 konzertiert er mit Arvid Graeber, Gitarre, Carolin Lenk, Violoncello, und Günter Orendi, Schlagzeug, im Quartett, sowie mit Mauricio Garza Salazar im Klavierduo. Im Rahmen des DTKV Bremen leitet er seit mehreren Jahren das Seminar Intensivtraining Musiktheorie und Gehörbildung – Vorbereitung auf die Aufnahmeprüfung an deutschen Musikhochschulen. Er ist Verfasser mehrerer Artikel in den Fachpublikationen Neue Musikzeitung und Üben & Musizieren und Das Orchester. Darüber hinaus ist er seit vielen Jahren Vorstandsmitglied im Arbeitskreis Bremer Komponisten sowie im Deutschen Tonkünstlerverband Landesverband Bremen. Seit 2015 ist er Regionalausschussvorsitzender Bremen-Mitte von Jugend musiziert. Außerdem ist er 1. Vorsitzender des Vereins Rathauskonzerte Ganderkesee e. V. Darüber hinaus ist er Mitglied in der European Piano Teachers Association (EPTA) Sektion Deutschland. Seit 2014 unterrichtet er auch an der Musikschule Bremen, war dort von 2015 bis 2017 Leiter des Fachbereichs Tasteninstrumente und ist seit 2017 Leiter des Bezirks Bremen-Mitte. Darüber hinaus ist er für die Musikschule Bremen Administrator der Projektgruppe „Kultur macht stark“ von VdM und BMBF.

## Auszeichnungen
- Preis des Wettbewerbes Schüler komponieren des VDMK Bremen 1987 und 1989
- Stipendiat an der Fördermaßnahme Schüler komponieren – Treffen junger Komponisten 1987 bis 1989 der Jeunesses Musicales Deutschland
- Preisträger im Rahmen des 75-jährigen Bestehens des Symphonieorchesters Osnabrück; Uraufführung des Orchesterwerkes RonSo
- Teilnehmer der 1. Saarbrücker Komponistenwerkstatt der Musikhochschule Saarbrücken und des Saarländischen Rundfunks; Uraufführung des Orchesterwerkes Sur le Pont durch das Rundfunk-Sinfonieorchester Saarbrücken.
- Träger des zweiten Bremer Komponistenpreises 2000

## Werke (Auswahl)
- K(l)eine Liebeslieder (2006) für Sopran, Streichquartett und Klavier; Texte von Birger Sellin, Ludwig Tieck, Rainer Maria Rilke und Joachim Ringelnatz
- Anpfiff (2006) – Improvisationsanregungen für unterschiedliche Orchesterbesetzungen, Chor und Publikum
- maCine (2005) für Schülerensembles (Bläserklasse, Percussion, Klavier, Streichorchester, Chor) und Streichquartett
- Round-up (2005) für fünf Percussionisten
- P-Plinck (2005) für zwei Triangel mit Flügel
- Intrada e Danza (2005) für Altflöte (G) und Violoncello
- Bagatell’ (2004) für Klavier
- Quintulum (2003) für Orchester
- Intermezzi (2001) für Violine, Viola, Violoncello, Klavier
- Suite d’akcordes (2001) für 4 Akkordeons und Streichorchester
- Petit Divertissement (2000) für Klavier und Streichorchester
- Sur le Pont (1997) für Orchester
- Sursisous (1996) für Streichorchester
- Entrée (1996) für Querflöte und Viola
- Coniectanea (1995) für Fl, Vi, Va, Vc
- 3 Moments musicaux (1994) für KI, VI, Vc
- RonSo (1993/95) für Orchester
- Zwei Nachbetrachtungen (1993) für 2 Klv
- 6 stattliche Fragmente (1993/95) für Fl, Ob, KI, Hr, Tr, Pos, Pk, Perc, Klv, VI, Va, Vc
- … mit zertlein (1992) für Klavier und Streichorchester
- Auf is’ zu (1991) für Flöte, zwei Violinen und zwei Violoncelli
- Dublette (1989) für Violine, Violoncello, Klavier
- Elegia (1987) für Klavier
- quatuor sec (1986) für Klarinette, Violine, Violoncello und Klavier